# Paleodicraeia imbricata
Paleodicraeia imbricata là một loài thực vật có hoa trong họ Podostemaceae. Loài này được (Tul.) C. Cusset mô tả khoa học đầu tiên năm 1972.